# Straßenbahn Verneuil-l’Étang–Melun
Die Straßenbahn Verneuil-l’Étang–Melun (frz. Tramway de Verneuil-l'Étang à Melun) war eine Dampfstraßenbahn von Verneuil-l’Étang nach Melun in Frankreich. Die Strecke hatte eine Länge von 18,390 Kilometer und wurde von 1901 bis 1950 von der Société générale des chemins de fer économiques betrieben. Den Höhepunkt ihrer Passagierzahlen erreichte sie 1914 vor Kriegsausbruch, der den Verkehr erheblich beeinträchtigte. Zwischen den beiden Weltkriegen sorgte der Busverkehr für erhebliche Konkurrenz, so dass der Betrieb nicht mehr profitabel war. Vor ihrer Stilllegung und Demontage wurde die Linie noch zeitweise von der Zuckerindustrie genutzt.

## Stationen

Streckenkarte

| km   | Station               | Gemeinde                   | Anschlüsse                                                           |
| ---- | --------------------- | -------------------------- | -------------------------------------------------------------------- |
| 18,4 | Verneuil-l’Étang      | Verneuil-l’Étang           | Bahnstrecke Paris–Mulhouse Bahnstrecke Paris-Bastille–Marles-en-Brie |
| 15,2 | Guignes-Ville         | Guignes                    |                                                                      |
| 14,3 | Guignes-Sucrerie      | Guignes, Yèbles            |                                                                      |
| 10,8 | Genouilly-Suscy       | Crisenoy                   |                                                                      |
| 9,6  | Champdeuil - Crisenoy | Champdeuil, Crisenoy       |                                                                      |
| 7,7  | Les Bordes            | Crisenoy                   |                                                                      |
| 6,2  | Saint-Germain-Laxis   | Saint-Germain-Laxis        |                                                                      |
| 3,8  | Rubelles - Voisenon   | Rubelles, Voisenon, Maincy |                                                                      |
| 2,0  | Les Trois-Moulins     | Maincy, Rubelles, Melun    |                                                                      |
| 0,7  | Melun-Octroi          | Melun                      |                                                                      |
| 0,0  | Melun-Ville           | Melun                      | Straßenbahn Melun                                                    |